# NGC 5517
NGC 5517 is een spiraalvormig sterrenstelsel in het sterrenbeeld Ossenhoeder. Het hemelobject werd op 20 april 1882 ontdekt door de Franse astronoom Édouard Jean-Marie Stephan.

## Synoniemen
- UGC 9100
- MCG 6-31-79
- ZWG 191.63
- KUG 1410+359B
- PGC 50758